# LGBT práva v Albánii

Duhová mapa Albánie

Práva leseb, gayů, bisexuálů a translidí (LGBT) v Albánii jsou chráněná rozsáhlou antidiskriminační legislativou. Mužská i ženská stejnopohlavní aktivita je v Albánii legální, ale domácnosti tvořené stejnopohlavními páry nemají stejnou právní ochranu jako různopohlavní domácnosti.
Albánie jako taková je považovaná za poměrně dost konzervativní zemi, obzvláště v reakcích veřejnosti na lesby, gaye, bisexuály a transsexuály (LGBT), jejich práva a povědomí o nich, nicméně aktuální antidiskriminační legislativa dělá z Albánie jednu z velmi mála zemí v Evropě, které přímo zakazují diskriminaci na základě genderové identity. Albánie podepsala protokol č. 12 Evropské ochrany lidských práv, kromě toho také ratifikovala Deklaraci spojených národů ohledně sexuální orientace a genderové identity.

## Zákony týkající se stejnopohlavní aktivity
Albánie dekriminalizovala dobrovolný stejnopohlavní styk v r. 1995. Věk způsobilosti k pohlavnímu styku byl v roce 2001 stanoven na 14 let pro všechny bez ohledu na pohlaví nebo sexuální orientaci.
V létě 1994 albánská vláda vytvořila návrh trestního zákona, v němž by stejnopohlavní sexuální aktivita zůstala ilegální, ale s maximální délkou trestu odnětí svobody 3 let. Kampaň organizace Gay Albania Society v rámci Albánie a mezinárodní tlak řízený asociací ILGA, který v Radě Evropy sehrál důležitou roli, vedl k odstoupení od této verze zákona.
20. ledna 1995 albánský parlament legalizoval dobrovolný stejnopohlavní sexuální styk. Paragraf 134 starého trestního zákoníku, který trestal homosexualitu 10 lety vězení, vyhlásili Albánští socialisté za zcela neplatný.

## Stejnopohlavní manželství a jiné formy stejnopohlavního soužití
Stejnopohlavní manželství nebo registrované partnerství stále ještě nejsou v Albánii uzákoněny. I když albánský premiér Sali Berisha oznámil v červenci 2009, že by podpořil stejnopohlavní manželství, přijetí antidiskriminačních zákonů, na 100 % přijatou 4. února 2010, zatím nebyla nikdy uzákoněna. LGBT organizace vítaly nové zákony, ale zároveň se zmiňovaly o Berishově slibu, že by se zasadil o legalizaci stejnopohlavních manželství.
Igli Totozani, vedoucí NGO Peoples advocate, v říjnu 2013 oznámil, že by sepsal návrh novely zákona o rodině, která by legalizovala stejnopohlavní manželství.

## Veřejné mínění
Postoje společnosti, co se týče práv LGBT komunity, jsou většinou negativní. Podle výzkumu European social survery (ESS) valná většina Albánců je konzervativních a neuznávajících gay a lesbickou komunitu. S odvoláním se na šetření, 53 % Albánců si myslí, že gayové a lesby by neměli mít právo žít tak, jak uznají za vhodné, což je velké procento dotazovaných.
Podle výsledků předchozího šetření organizovaného Gallup's Balkan Monitor z r. 2010 54,2 % Albánců považuje homosexuální vztahy za problematické, s čímž 22,7 % nesouhlasí. Regionální různorodost ukázala, že dotazovaní z centrální Albánie se častěji přikláněli k nesouhlasu (35,5 % ANO, 28,5 % NE) než ze severu (59,8 % ANO, 16,4 % NE) nebo z jihu (71,1 % ANO, 17,2 % NE). Podle statistiky se Albánci více přikláněli k nesouhlasu na rozdíl od většiny balkánských států jako jsou Severní Makedonie (69,4 % a 18,4 %), Srbsko (75,1 % a 8,7 %), Černá Hora (65,8 % a 12,1 %), Kosovo (64,9 % a 18,5 %) a Bosna (74,3 % a 9,2 %), zatímco Chorvatsko dopadlo víceméně stejně (50,3 % a 20,4 %). Na další otázku, zda by homosexuálové měli mít stejná právo jako ostatní lidi, odpovědělo 44,4 % Albánců pozitivně a 28,5 % negativně. Na druhou stranu 78,7 % Albánců považuje homosexuální styk za amorální, 56,2 % si myslí, že by homosexuálové neměli vykonávat některé povolená (např. učitel) a skoro stejné číslo 56,1 % se domnívá, že by neměli o svém zaměření mluvit veřejně.

## Přehled situace LGBT v Albánii

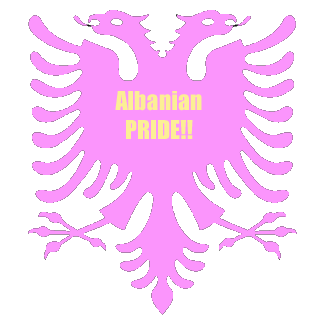
Albánský dvouhlavý orel v černých barvách

| Legální stejnopohlavní styk                                                            | (1995) |
| Stejný věk legální způsobilosti k pohlavnímu styku pro obě orientace                   | (2001) |
| Antidiskriminační zákony v zaměstnání                                                  | Yes    |
| Antidiskriminační zákony ve zboží a službách                                           | Yes    |
| Antidiskriminační zákony v ostatních oblastech (homofobní urážky, zločiny z nenávisti) | Yes    |
| Stejnopohlavní manželství                                                              | No     |
| Jiná forma stejnopohlavního soužití                                                    | No     |
| Adopce dítěte partnera                                                                 | No     |
| Společná adopce dítěte stejnopohlavními páry                                           | No     |
| Gayové a lesby mohou otevřeně sloužit v armádě                                         | (2008) |
| Možnost změny pohlaví                                                                  | No     |
| Přístup k umělému oplodnění pro lesbické ženy                                          | No     |
| Náhradní mateřství pro gay páry                                                        | No     |
| Možnost darovat krev                                                                   | Yes    |